# دارشان جاريوالا
دارشان جاريوالا هو ممثل هندي، ولد في 29 سبتمبر 1957 بمومباي في الهند. من الجوائز التي نالها جائزة الفيلم الوطني لأفضل ممثل مساعد ‏.

## أعمال

### أفلام
- (2008) ارفع صوتك
- (2012) كهاني

## جوائز
- جائزة الفيلم الوطني لأفضل ممثل مساعد [الإنجليزية]‏

## وصلات خارجية
- دارشان جاريوالا على موقع IMDb (الإنجليزية)
- دارشان جاريوالا على موقع قاعدة بيانات الفيلم (الإنجليزية)